# Verordnung (EU) 2020/878
Die Verordnung (EU) 2020/878 der Europäischen Kommission vom 18. Juni 2020 ändert Anhang II der Verordnung (EG) Nr. 1907/2006 (REACH) in Bezug auf die Anforderungen für die Erstellung von Sicherheitsdatenblättern.

## Hintergrund und Ziele
Die Verordnung zielt darauf ab, die Anforderungen an Sicherheitsdatenblätter zu aktualisieren und an neuere Entwicklungen anzupassen, insbesondere:
- Einführung spezifischer Anforderungen für Nanoformen von Stoffen
- Anpassung an die 6. und 7. überarbeitete Ausgabe des Global Harmonisierten Systems zur Einstufung und Kennzeichnung von Chemikalien (GHS)
- Verbesserung der Kommunikation zu endokrinen Disruptoren in der Lieferkette
- Einführung der eindeutigen Formelkennung (UFI) für gefährliche Gemische

## Wesentliche Änderungen
Die Verordnung führt unter anderem folgende wichtige Änderungen ein:
- Neue Unterabschnitte zu endokrinschädlichen Eigenschaften in den Abschnitten 2, 11 und 12
- Detailliertere Anforderungen zu physikalisch-chemischen Eigenschaften in Abschnitt 9
- Anpassung der Transportinformationen in Abschnitt 14 an Änderungen im International Bulk Chemical Code
- Angabe der UFI in Unterabschnitt 1.1 für meldepflichtige gefährliche Gemische
- Zusätzliche Informationen zu Nanoformen in verschiedenen Abschnitten

Inkrafttreten und Übergangsfristen
Die Verordnung trat am 16. Juli 2020 in Kraft. Sicherheitsdatenblätter durften noch bis zum 31. Dezember 2022 nach dem alten Format bereitgestellt werden. Seit dem 1. Januar 2023 müssen alle Sicherheitsdatenblätter dem neuen Format entsprechen.

## Bedeutung
Die Verordnung 2020/878 stellt eine wichtige Aktualisierung der Anforderungen an Sicherheitsdatenblätter dar. Sie soll zu einer verbesserten Kommunikation von Gefahreninformationen in der Lieferkette und damit zu einem erhöhten Schutz von Gesundheit und Umwelt beitragen.